# Río Santa Rosa (Purus)
Der Río Santa Rosa (span.) oder Rio Santa Rosa (portug.) ist ein etwa 155 km langer linker Nebenfluss des Rio Purus, der entlang der Grenze zwischen Peru und Brasilien verläuft.

## Flusslauf
Der Río Santa Rosa entspringt im Amazonastiefland auf einer Höhe von etwa 260 m an der Grenze zwischen der peruanischen Region Ucayali und dem brasilianischen Bundesstaat Acre. Er fließt in überwiegend nordöstlicher Richtung und weist dabei ein teils stark mäandrierendes Verhalten auf. Am rechten Flussufer befindet sich Peru, am linken Flussufer Brasilien. Am Unterlauf bildet der Fluss die Grenze des brasilianischen Schutzgebietes Floresta Nacional de Santa Rosa do Purus. Der Río Santa Rosa mündet schließlich auf einer Höhe von etwa 190 m bei Santa Rosa do Purus in den Rio Purus.